# Wangyi
Wangyi är ett stadsdistrikt i Tongchuan i Shaanxi-provinsen i norra Kina.